# Giuseppe Zodda
Giuseppe Zodda (* 9. März 1877 in Merì; † 28. Mai 1968 in Teramo) war ein italienischer Botaniker. Sein offizielles botanisches Autorenkürzel lautet „Zodda“.  

## Leben und Wirken
Giuseppe Zodda wurde 1877 in der Provinz Messina geboren. Er studierte Medizin und arbeitete dann zunächst an der Universität Messina und der Universität Florenz. Im Jahr 1906 habilitierte er sich in Messina zum Professor für Botanik, wechselte aber später an die Universität Bari.
Zodda konzentrierte sich zunächst auf die Vegetation der Provinz Messina und dann von ganz Sizilien. Schnell entdeckte er aber sein Interesse für Moose, auf deren Systematik er sich spezialisierte. Später verfasste er eine dreibändige Flora der Provinz Teramo.

## Ehrungen
Nach ihm ist die Algengattung Zoddaea Borzi benannt.

## Werke (Auszug)
- Pugillo di briofite abruzzesi (1930)
- Prime notizie sulla flora delle Mainarde (1931)
- Flora Italica Cryptogama pars iv: Bryophyta. Hepaticae Anthocerotales, Marchantiales, Jungermanniales, Anakrogyne, Jungermanniales Akrogynae (1934)
- Nota floristica sul gruppo del Gran Sasso (1943)
- Studi sulla flora teramana (In drei Bänden, bis 1958)
- Il genere "Hieracium" nel teramano (1962)